# Maigonis Valdmanis
Maigonis Valdmanis (né le 8 septembre 1933 à Riga, en URSS — décédé le 30 octobre 1999 à Talsi, en Lettonie) était un joueur soviétique de basket-ball.

## Biographie
Maigonis Valdmanis joue à l'ASK Riga, gagnant 3 coupes d'Europe des clubs champions (1958, 1959, 1960) et 4 titres de champions d'URSS (1955, 1956, 1957, 1958).
International soviétique,  Maigonis Valdmanis remporte trois médailles d'or championnats d'Europe 1957, 1959 et 1961 et trois médailles d'argent aux Jeux olympiques 1952, 1956 et 1960.